# Mathew Brady
Mathew B. Brady (Condado de Warren, 18 de maio de 1822 – Manhattan, 15 de janeiro de 1896) foi um dos mais celebrados fotógrafos americanos do século XIX, mais conhecido pelos seus retratos de celebridades e pela documentação da Guerra Civil Americana. É-lhe atribuído o título de pai do fotojornalismo.

## Primeiros anos
Brady nasceu no Condado de Warren, de pais imigrantes irlandeses, Andrew e Julia Brady. Mudou-se para Nova Iorque com 16 anos de idade. Tendo começado em 1841, a aptidão artística de Brady permitiu-lhe estudar sob a orientação do qualificado daguerreótipo Samuel Morse. Em 1844 já tinha o seu próprio estúdio em Nova Iorque e, em 1845, Brady começou a exibir os seus retratos de americanos famosos. Em 1849, abriu um estúdio em Washington, D.C. onde conheceu Juliet Handy, com quem casou em 1851. As primeiras imagens de Brady eram daguerreótipos, e ele venceu vários prémios pelo seu trabalho; na década de 1850 os ambrótipos tornaram-se populares, o que deu origem à impressão sobre albúmen, uma fotografia em papel produzida em grandes negativos de vidro mais comummente usados na fotografia da Guerra Civil Americana. Em 1850, Brady produziu The Gallery of Illustrious Americans, uma colecção de retratos de figuras contemporâneas proeminentes. O álbum, que incluía imagens de notáveis como um Andrew Jackson idoso no Hermitage, não era financeiramente compensador mas convidava a uma atenção crescente para o trabalho e a arte de Brady. Em 1859, o fotógrafo parisiense André Adolphe Eugène Disdéri popularizou o carte-de-visite e estas pequenas imagens (do tamanho de um cartão de visita) rapidamente se tornaram uma popular novidade à medida que milhares de imagens eram criadas e vendidas nos Estados Unidos e na Europa.[carece de fontes?]
Em 1856 Brady criou o primeiro anúncio moderno ao colocar um anúncio no jornal New York Herald oferecendo-se para produzir "fotografias, ambrótipos e daguerreótipos". Os seus anúncios foram os primeiros em que a família tipográfica e as fontes tipográficas eram distintas do texto da publicação e dos de outros anúncios.

## Legado
Brady fotografou 18 dos 19 presidentes estadunidenses, de John Quincy Adams a William McKinley. A exceção foi o 9º presidente, William Henry Harrison, que morreu no cargo três anos antes de Brady começar sua coleção fotográfica. Brady fotografou Abraham Lincoln em muitas ocasiões. Suas fotos de Lincoln foram usadas para a nota de US$ 5 e o centavo de Lincoln. Uma de suas fotos de Lincoln foi usada pela National Bank Note Company como modelo para a gravura na edição 90c Lincoln Postage de 1869.
As milhares de fotografias que os fotógrafos de Mathew Brady (como Alexander Gardner e Timothy O'Sullivan) tiraram se tornaram a documentação visual mais importante da Guerra Civil e ajudaram os historiadores e o público a entender melhor a época.

Brady fotografou e fez retratos de muitos oficiais seniores da União na guerra, incluindo:
- Ulysses S. Grant
- Nathaniel Banks
- Don Carlos Buell
- Ambrose Burnside
- Benjamin Butler
- Joshua Chamberlain
- George Custer
- David Farragut
- John Gibbon
- Winfield Hancock
- Samuel P. Heintzelman
- Joseph Hooker
- Oliver Otis Howard
- David Hunter
- John A. Logan
- Irvin McDowell
- George McClellan
- James McPherson
- George Meade
- Montgomery C. Meigs
- David Dixon Porter
- William Rosecrans
- John Schofield
- William Sherman
- Daniel Sickles
- Henry Warner Slocum
- George Stoneman
- Edwin V. Sumner
- George Thomas
- Emory Upton
- James Wadsworth
- Lew Wallace

Do lado dos Confederados , Brady fotografou: Jefferson Davis, PGT Beauregard, Stonewall Jackson, Albert Pike, James Longstreet, James Henry Hammond, Henry Hopkins Sibley e Robert E. Lee. Brady também fotografou Lord Lyons, o embaixador britânico em Washington durante a Guerra Civil.

## Galeria e imagens relacionadas

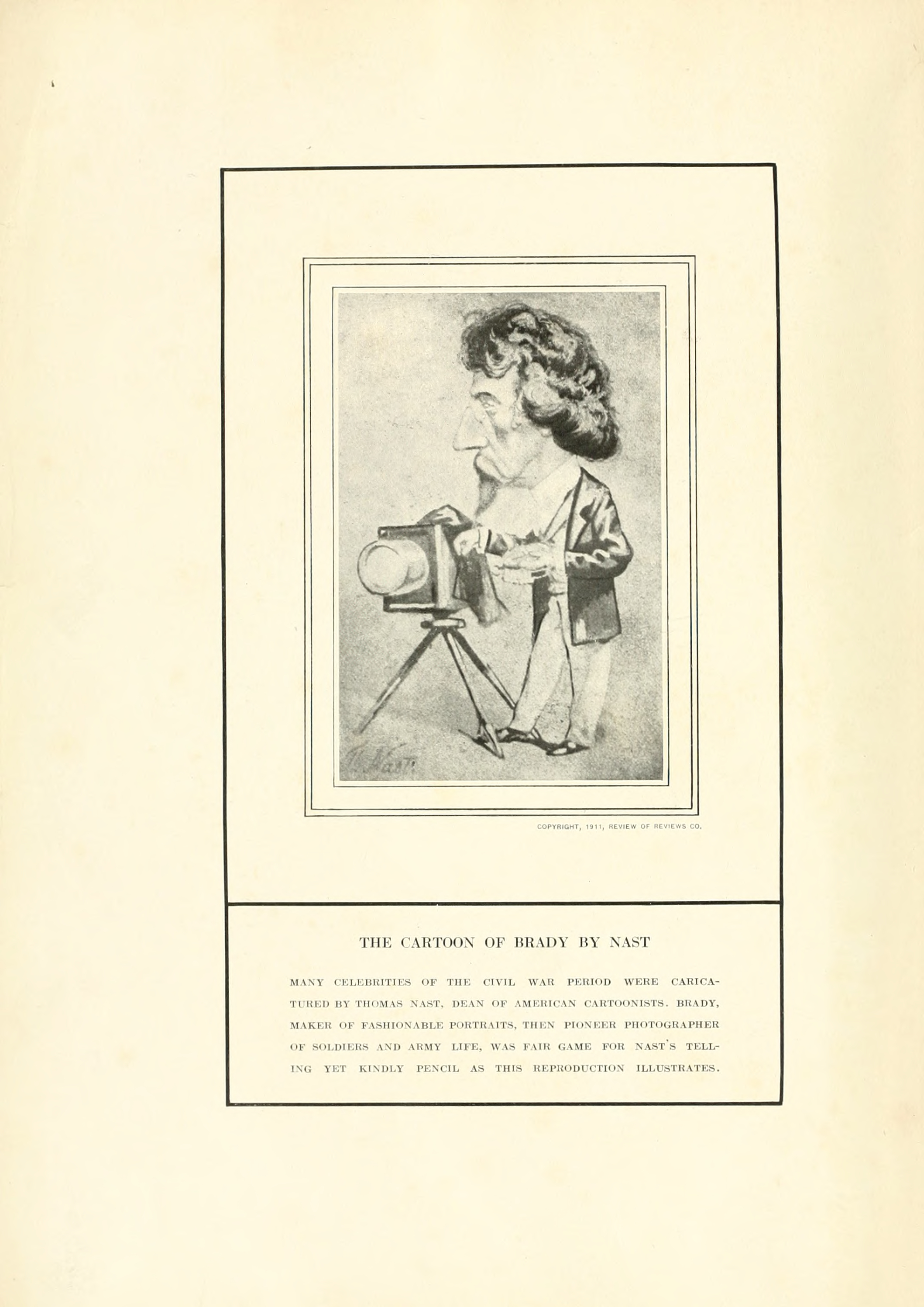
Desenho de Thomas Nast  de Mathew Brady no "trabalho"
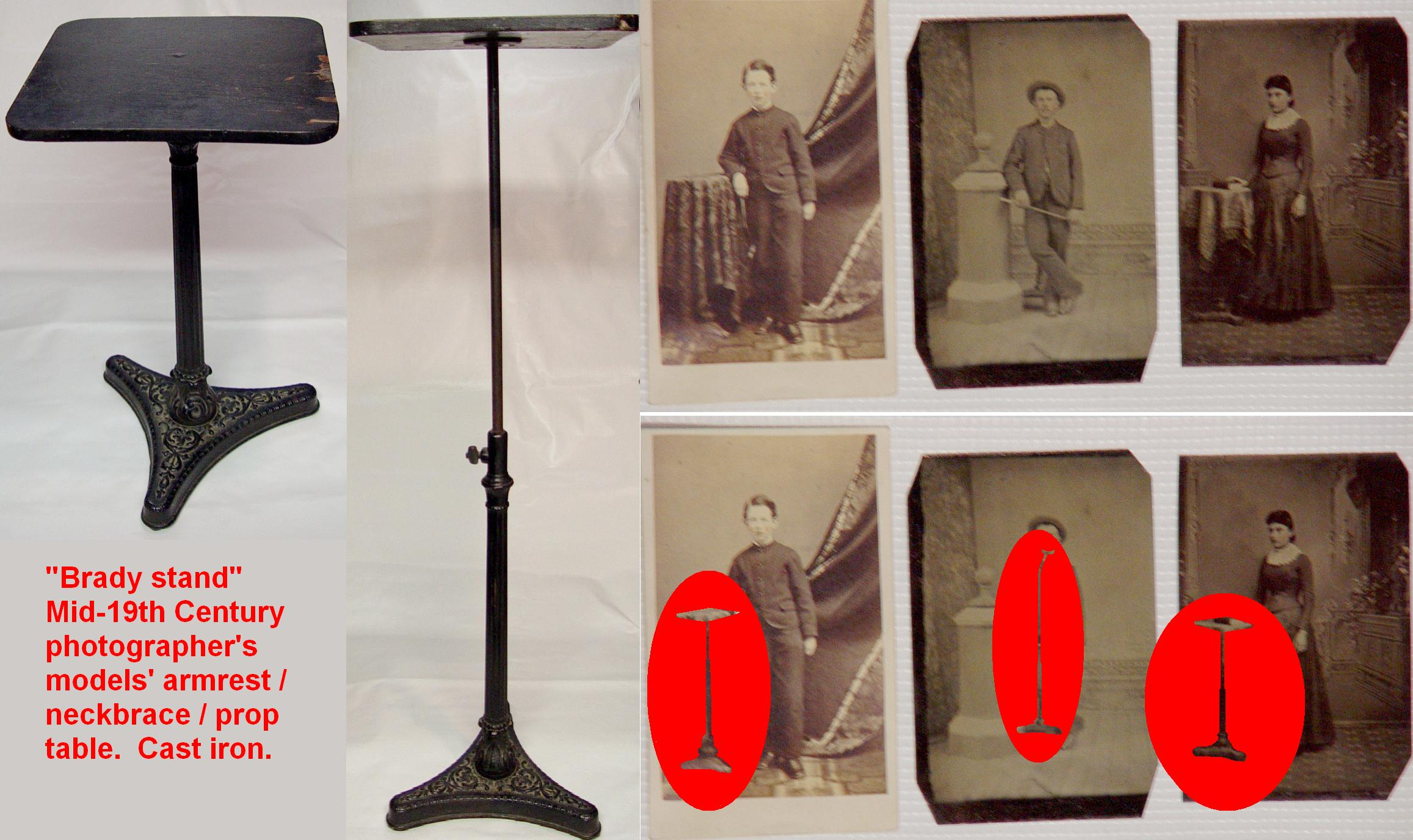
Mesa de apoio de braço de modelo de foto "Brady stand" de meados do século XIX.
Brady com sua esposa Juliet Handy Brady (frente à esquerda) e irmã Ellen Brady Haggerty (frente à direita)
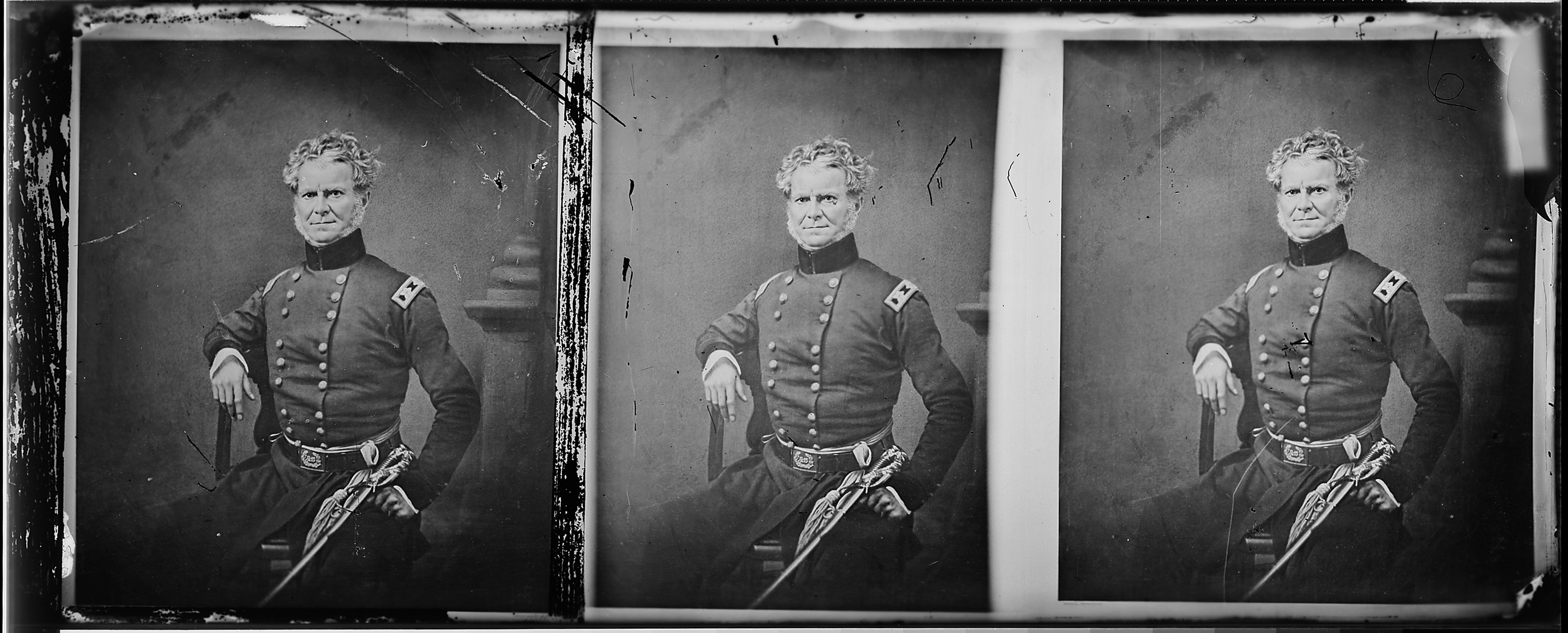
General William J. Worth ; uma foto relacionada também de Brady pode ser encontrada no site da George Eastman House Collection.
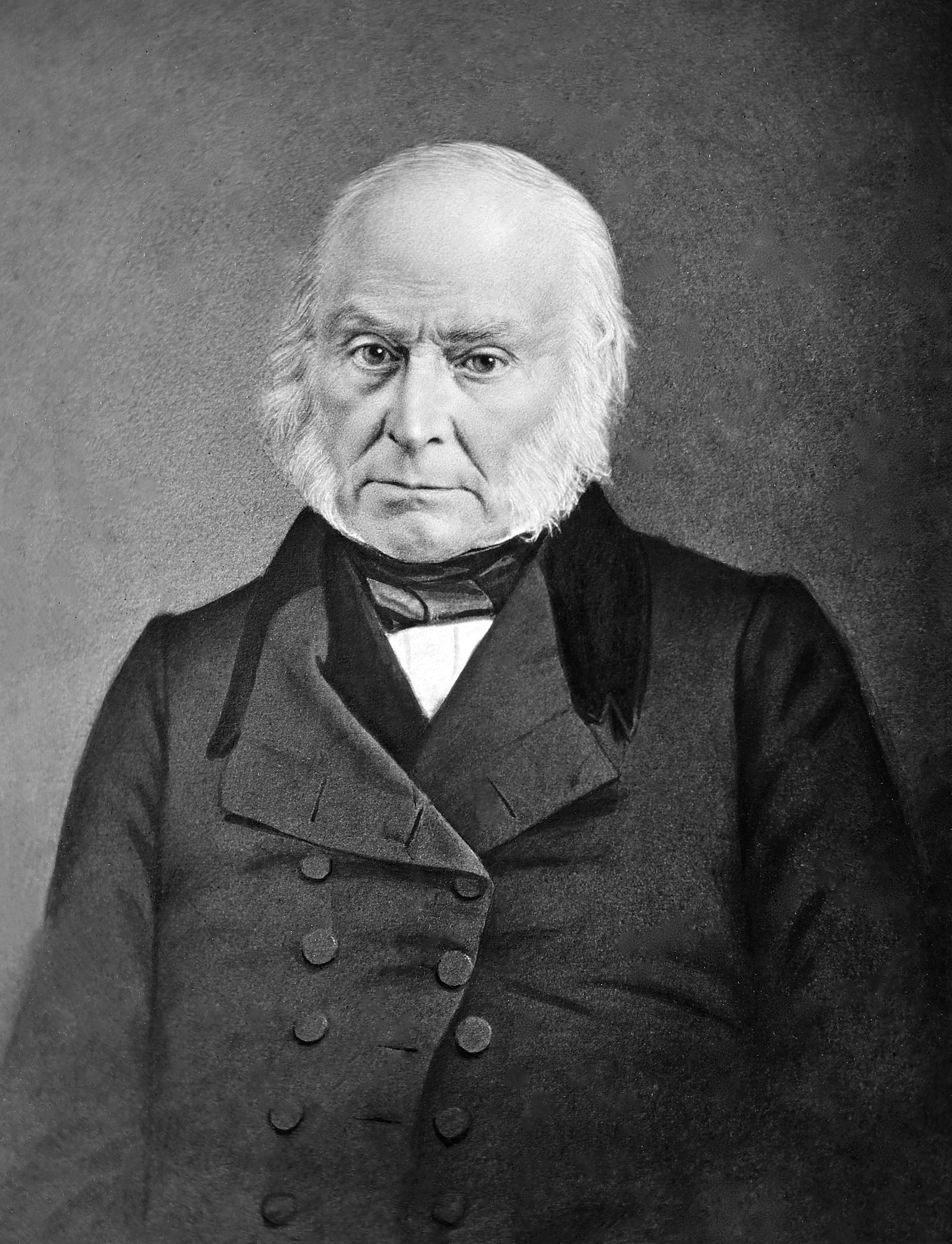
Foto de John Quincy Adams 1843-1848 por Brady
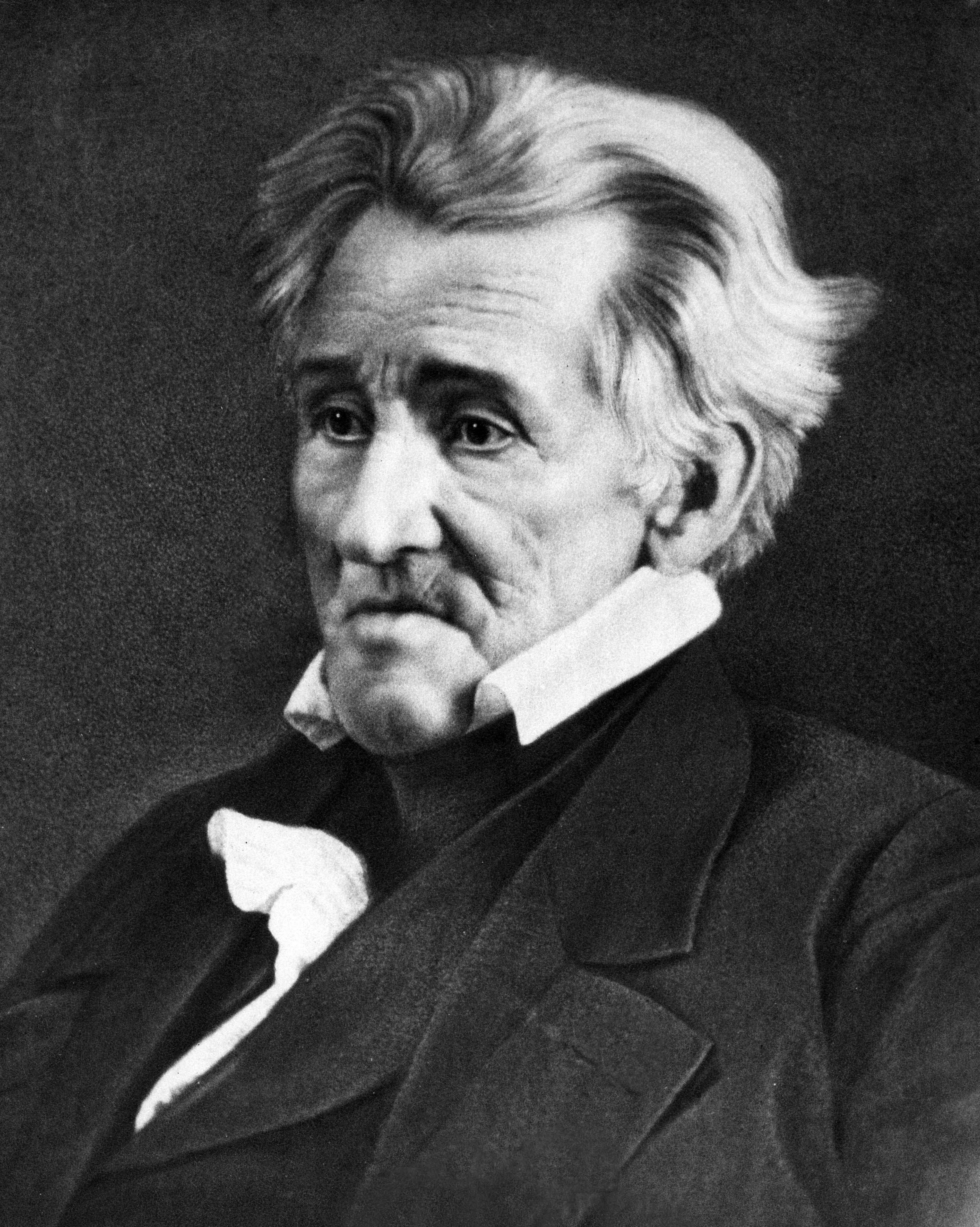
Foto de Andrew Jackson 1845 por Brady
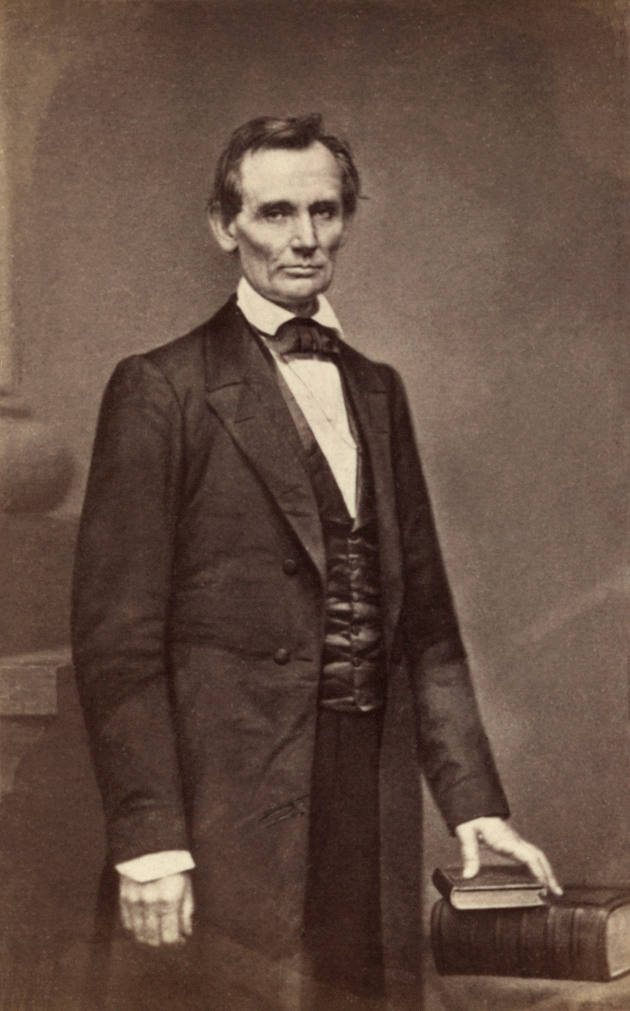
Foto de Abraham Lincoln por Brady no dia do discurso de Lincoln na Cooper Union de 1860
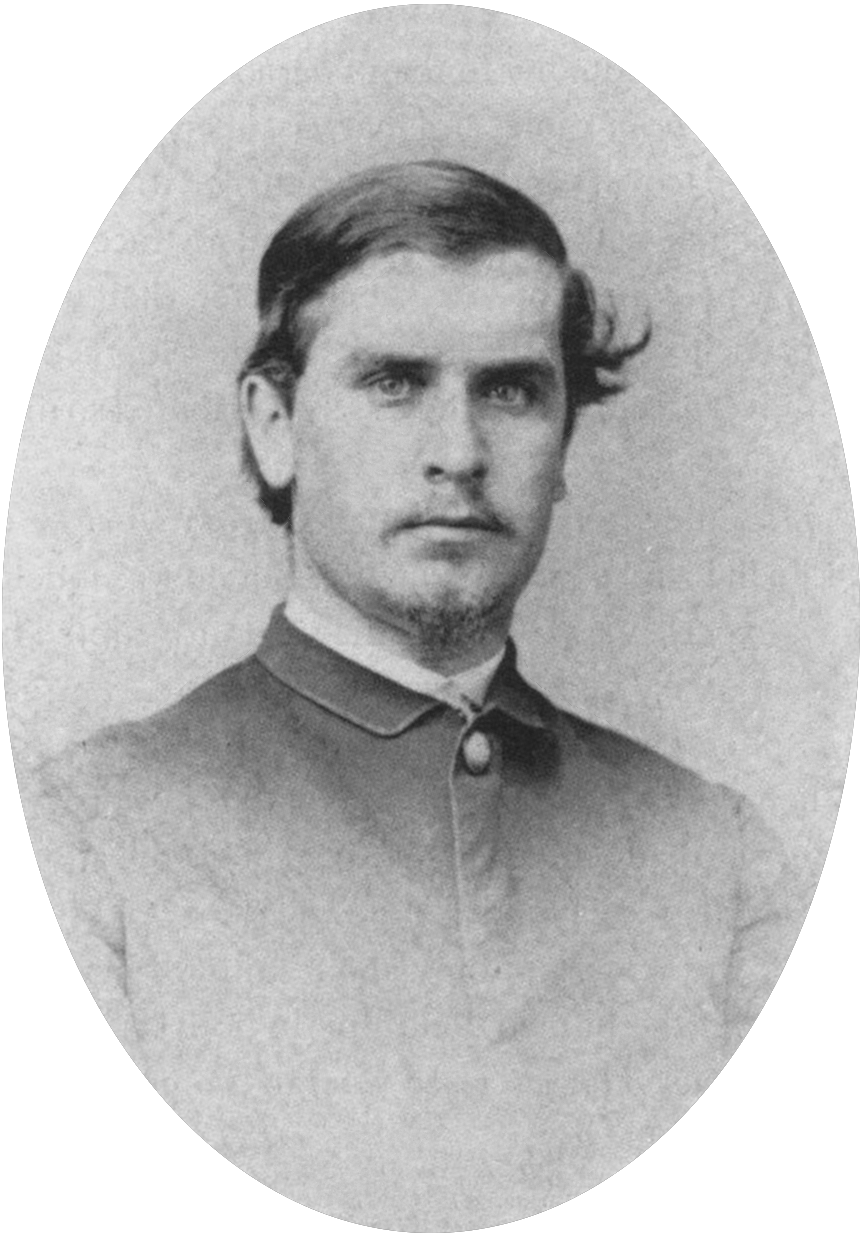
Foto de William McKinley por Brady 1865
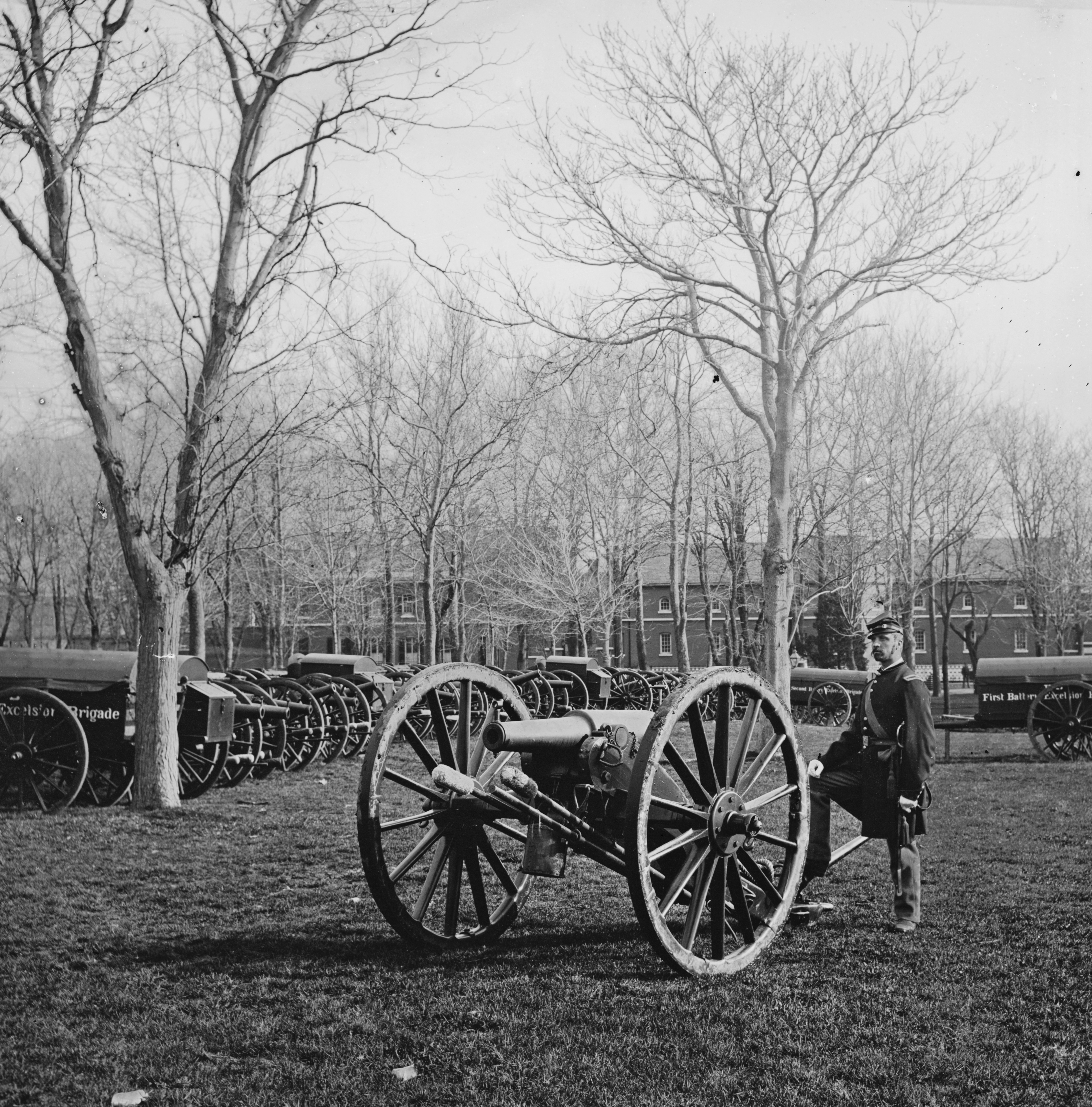
Arsenal de guarda do soldado, Washington, DC, 1862
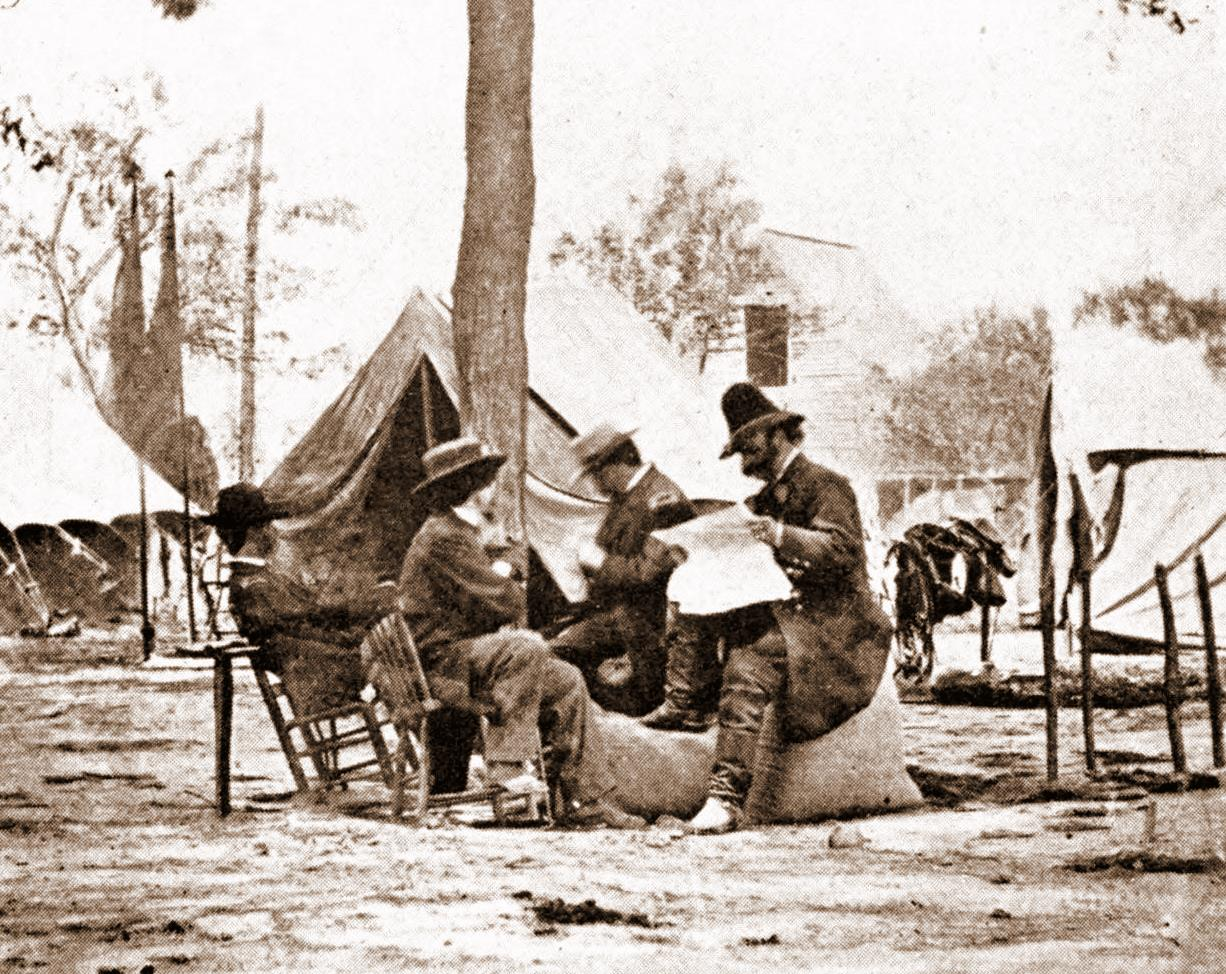
Brady (centro, usando chapéu de palha), com General Ambrose Burnside (lendo jornal), tirada em maio de 1864
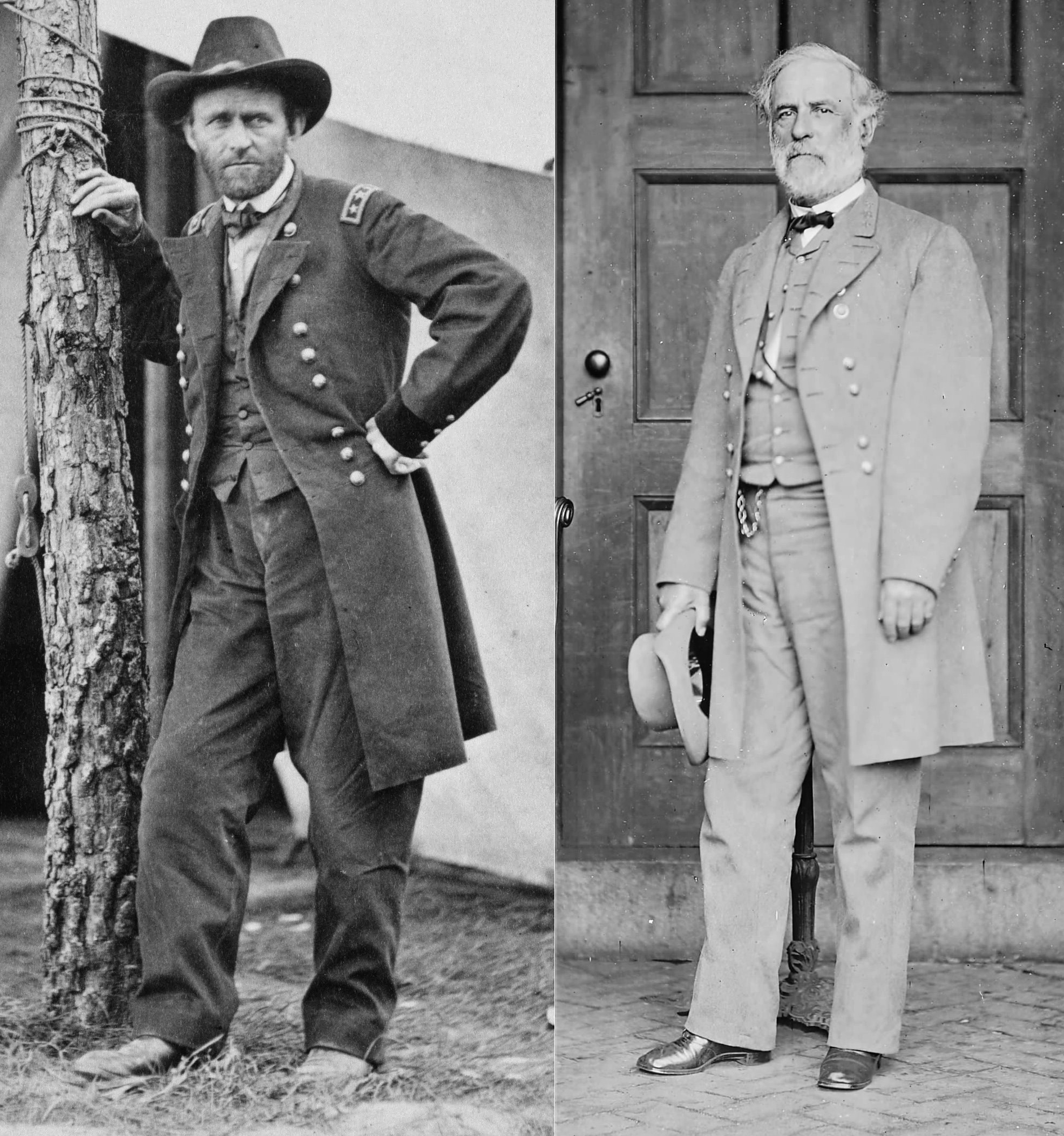
Montagem de fotos do general da União Ulysses S. Grant em junho de 1864 e do general CS Robert E. Lee em abril de 1865 (ver Frassanito "Grant e Lee The Virginia Campaigns").
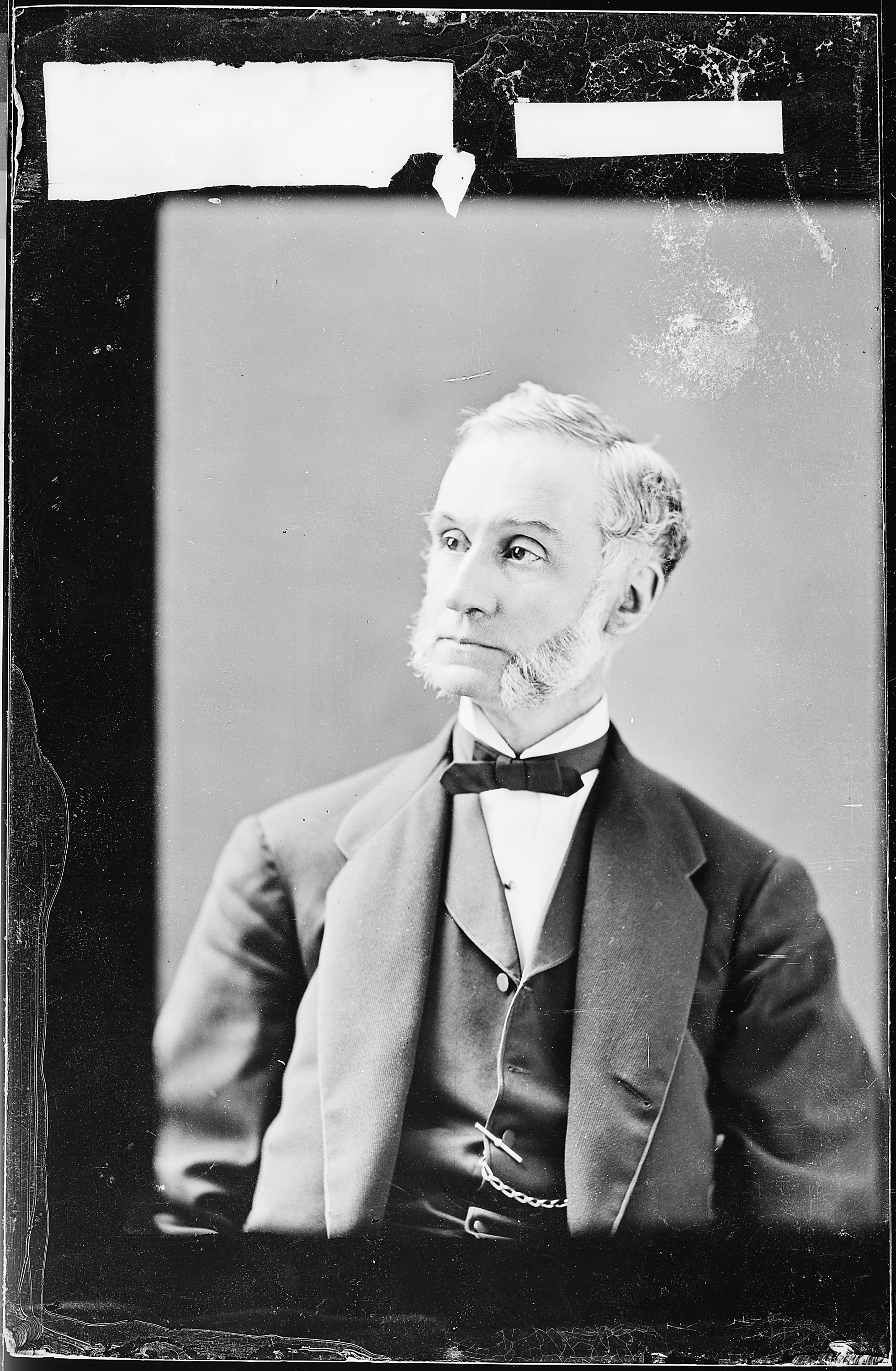
Digitalização de uma placa fotográfica intitulada Agnew por Brady. (Aparentemente, Dr. Cornelius R. Agnew da Comissão Sanitária dos Estados Unidos)
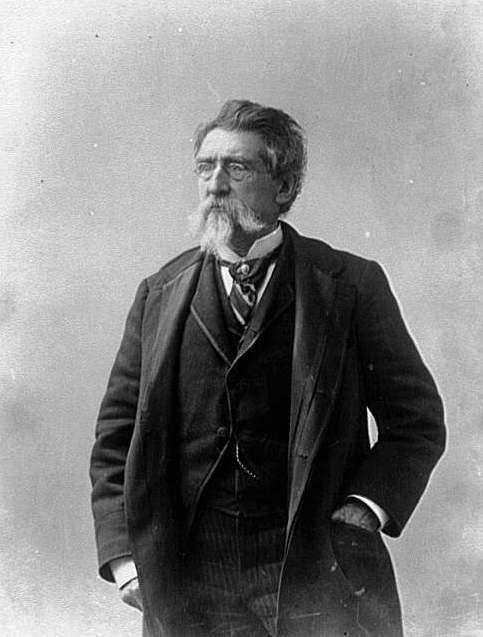
Fotografia de Brady, c. 1889